# Đặng Thí
Đặng Thí (1921 – 2001) là nhà cách mạng và chính khách Việt Nam, Ủy viên Ban Chấp hành Trung ương Đảng, Bộ trưởng Chủ nhiệm Văn phòng Hội đồng Bộ trưởng.
Ông quê tại làng An Tiêm, xã Triệu Thành, huyện Triệu Phong, tỉnh Quảng Trị.

## Quá trình hoạt động cách mạng
Ông hoạt động cách mạng ở Huế từ khi đang học Trường Quốc học. Năm 1937 ông làm Bí thư thanh niên dân chủ Thành phố Huế;
1939 ông là Bí thư lâm thời Đảng Cộng sản Đông Dương Thành phố Huế; năm 1940 bị thực dân Pháp bắt giam tại nhà tù Lao Bảo và Buôn Ma Thuột.
1945 ông làm Bí thư Tỉnh uỷ Quảng trị, Phó Chủ tịch Ủy ban Cách mạng, sau đó được bầu làm Đại biểu Quốc hội khóa I (1946), Bí thư phân khu uỷ, Chính uỷ mặt trận Bình Trị Thiên, Bí thư Tỉnh uỷ tỉnh Thanh Hoá, Phó Bí thư Liên khu uỷ IV , Bí thư Khu ủy Trị Thiên và Chính ủy quân khu (1966).
Ông là Ủy viên Trương ương Đảng 3 khoá IV, V, VI; đại biểu Quốc hội từ khóa I đến khóa VII.
Ông có thời gian 20 năm làm Bộ trưởng, trải qua các cương vị Phó Chủ nhiệm Ủy ban Kế hoạch Nhà nước (từ 11/8/1969), Chủ nhiệm Văn phòng Chính phủ (1971 – 1973) (ngày 17-4-1973 Phan Mỹ giữ chức Chủ nhiệm Văn phòng Phủ Thủ tướng thay cho Đặng Thí), Chủ nhiệm Ủy ban Thống nhất của Chính phủ (28/3/1974 – 1976), Bộ trưởng Phủ Thủ tướng (1976 – 2/1977, được thay bởi Vũ Tuân), Chủ nhiệm Văn phòng Hội đồng Bộ trưởng (1981 – 1982) (ngày 23-4-1982 Nguyễn Hữu Thụ giữ chức Bộ trưởng, Tổng Thư ký Hội đồng Bộ trưởng kiêm Chủ nhiệm Văn phòng Hội đồng Bộ trưởng thay Đặng Thí thôi giữ chức Bộ trưởng, Tổng Thư ký Hội đồng Bộ trưởng kiêm Chủ nhiệm Văn phòng Hội đồng Bộ trưởng), Trưởng ban Việt kiều Trung ương, Chủ nhiệm Ủy ban Hợp tác văn hóa với Lào, Campuchia (1982 – 1992), Chủ nhiệm Ủy ban Hợp tác Kinh tế Văn hóa với Lào và Campuchia (đến 1-1989 khi giải thể ủy ban).

## Khen thưởng
Ông được Đảng, Nhà nước tặng Huân chương Hồ Chí Minh và nhiều huân chương cao quý khác. Hai lần được chính phủ Lào tặng Huân chương Tự do hạng nhất và Huân chương Hữu nghị Liên bang Cộng hoà xã hội chủ nghĩa Xô Viết.